# Сент-Джонс (Аризона)
Сент-Джонс (англ. St. Johns) — місто (англ. city) в США, в окрузі Апачі штату Аризона. Населення — 3417 осіб (2020).

## Географія
Сент-Джонс розташований за координатами 34°30′0″ пн. ш. 109°22′37″ зх. д. / 34.50000° пн. ш. 109.37694° зх. д. (34.500065, -109.376903).  За даними Бюро перепису населення США в 2010 році місто мало площу 67,56 км², з яких 67,10 км² — суходіл та 0,46 км² — водойми.

### Клімат
| Клімат : Сент-Джонс     | Клімат : Сент-Джонс | Клімат : Сент-Джонс | Клімат : Сент-Джонс | Клімат : Сент-Джонс | Клімат : Сент-Джонс | Клімат : Сент-Джонс | Клімат : Сент-Джонс | Клімат : Сент-Джонс | Клімат : Сент-Джонс | Клімат : Сент-Джонс | Клімат : Сент-Джонс | Клімат : Сент-Джонс | Клімат : Сент-Джонс |
| Показник                | Січ.                | Лют.                | Бер.                | Квіт.               | Трав.               | Черв.               | Лип.                | Серп.               | Вер.                | Жовт.               | Лист.               | Груд.               | Рік                 |
| Абсолютний максимум, °C | 22,8                | 32,2                | 29,4                | 35,0                | 37,2                | 39,4                | 40,0                | 40,0                | 37,2                | 33,3                | 27,8                | 25,6                | 40,0                |
| Середній максимум, °C   | 9,3                 | 12,8                | 16,3                | 20,9                | 25,7                | 31,1                | 31,9                | 30,5                | 27,6                | 21,8                | 14,7                | 9,4                 | 21,0                |
| Середня температура, °C | 1,2                 | 3,9                 | 7,3                 | 11,0                | 15,8                | 20,9                | 23,2                | 22,1                | 18,7                | 12,5                | 5,7                 | 1,1                 | 11,9                |
| Середній мінімум, °C    | −6,9                | −4,9                | −1,7                | 1,1                 | 6,0                 | 10,7                | 14,5                | 13,6                | 9,7                 | 3,1                 | −3,2                | −7,2                | 2,9                 |
| Абсолютний мінімум, °C  | −33,9               | −25                 | −21,7               | −13,9               | −6,1                | −3,9                | 3,3                 | 3,3                 | −5                  | −10,6               | −29,4               | −31,7               | −33,9               |
| Норма опадів, мм        | 19                  | 14                  | 19                  | 11                  | 12                  | 12                  | 44                  | 59                  | 36                  | 30                  | 17                  | 18                  | 291                 |
| Днів з опадами          | 3,6                 | 3,6                 | 4,0                 | 2,5                 | 2,6                 | 2,7                 | 7,7                 | 8,8                 | 5,4                 | 4,1                 | 2,8                 | 3,3                 | 51,1                |
| Днів зі снігом          | 1,1                 | 0,8                 | 1,0                 | 0,4                 | 0                   | 0                   | 0                   | 0                   | 0                   | 0,1                 | 0,6                 | 1,1                 | 5,1                 |
| ----------------------- | ------------------- | ------------------- | ------------------- | ------------------- | ------------------- | ------------------- | ------------------- | ------------------- | ------------------- | ------------------- | ------------------- | ------------------- | ------------------- |
| Джерело: NOAA           |                     |                     |                     |                     |                     |                     |                     |                     |                     |                     |                     |                     |                     |

## Демографія
Згідно з переписом 2010 року, у місті мешкало 3480 осіб у 1168 домогосподарствах у складі 886 родин. Густота населення становила 52 особи/км².  Було 1476 помешкань (22/км²).
Расовий склад населення:
| - 82,6 % — білих - 5,3 % — корінних американців - 0,3 % — азіатів - 0,1 % — чорних або афроамериканців - 7,3 % — осіб інших рас |

До двох чи більше рас належало 4,3 %. Частка іспаномовних становила 25,3 % від усіх жителів.
За віковим діапазоном населення розподілялося таким чином: 31,5 % — особи молодші 18 років, 55,1 % — особи у віці 18—64 років, 13,4 % — особи у віці 65 років та старші. Медіана віку мешканця становила 35,6 року. На 100 осіб жіночої статі у місті припадало 103,5 чоловіків;  на 100 жінок у віці від 18 років та старших — 101,9 чоловіків також старших 18 років.
Середній дохід на одне домашнє господарство  становив 53 536 доларів США (медіана — 39 348), а середній дохід на одну сім'ю — 61 091 долар (медіана — 44 405). За межею бідності перебувало 18,3 % осіб, у тому числі 23,5 % дітей у віці до 18 років та 13,3 % осіб у віці 65 років та старших.
Цивільне працевлаштоване населення становило 1358 осіб. Основні галузі зайнятості: освіта, охорона здоров'я та соціальна допомога — 25,0 %, роздрібна торгівля — 16,1 %, публічна адміністрація — 14,5 %.